# Chaidari FC
Chaidari FC (Grieks: Α.Ο. Χαϊδαρίου) is een Griekse voetbalclub uit Chaidari, een buitenstad van Athene. De club werd in 1937 opgericht.